# 飯塚朋子
飯塚 朋子（いいづか ともこ、1979年5月22日 - ）は、元女子競輪選手、元マウンテンバイクレース（以下、MTB）のダウンヒル（以下、DHI）、フォークロス（以下、4X）選手。大阪市出身。現役時代は日本競輪選手会奈良支部所属（当初は大阪支部所属）、ホームバンクは関西サイクルスポーツセンター。日本競輪学校（当時。以下、競輪学校）第102期生。師匠は吉川浩士（80期）。

## 来歴
関西鍼灸短期大学出身。
2003年よりMTB活動を開始。国内大会におけるDHI、4Xの両種目では日本トップクラスを維持し続けたが、一方で、日本人選手として初めて世界選手権自転車競技大会のDHIで銀メダルを獲得した末政実緒の存在が大きく立ちはだかり、全日本マウンテンバイク選手権大会では『万年2位』に甘んじた。
2012年に女子競輪が復活する話を受け、DHI、4X選手としては引退することを決意。2011年2月25日、競輪学校第102回生（女子第1回生）試験に合格した。同校在校競走成績は0勝で第30位。
2012年5月1日、日本競輪選手会大阪支部所属の競輪選手として登録された。同年7月24日、松戸競輪場でデビューし5着。
初勝利は2014年5月11日、奈良FII最終日第5レース。
2021年4月21日、日本競輪選手会奈良支部に移籍。
ガールズケイリン1期生として長く現役を続けており、2021年10月11日時点でガールズケイリン選手としては最多となる848走をこなした。
晩年は競走成績不良による代謝制度の対象となり、2022年6月25日の別府FII（モーニング）第5レース一般戦を最後に引退することとなった。引退後は、ビジネスの世界に携わる意向を示しており、ハウスクリーニング事業を行っている。
2022年7月12日、選手登録消除。通算戦績は903戦21勝。

## 主な実績
以下はいずれもマウンテンバイクでのもの。
2005年
- ナショナルランキング 3位

2006年
- ナショナルランキング 1位

2007年
- ナショナルランキング 3位

2008年
- アジアMTB選手権・DHI 2位
- ナショナルランキング 1位
- ジャパンシリーズランキング 1位

2009年
- ナショナルランキング 1位
- ジャパンシリーズランキング 1位

2010年
- ナショナルランキング 2位
- ジャパンシリーズランキング 2位